# 隔壁泰山
〈隔壁泰山〉是阿里郎组合继2017年6月重组后于2018年6月30日发布的首个单曲，收录于同名专辑当中。由阿里郎组合合唱及制作，崔金水、美罗作词，美罗、权赫作曲。

## 背景
作为阿里郎组合重组后的首个单曲，阿里郎组合想引领听众勇于面对自己的内心，跟着节奏尽情表达、展现自己的真实情感。歌曲中最大的亮点莫过于副歌里一段经典的“泰山式”的。据队长权赫指出，这段经典在原本的歌曲中是没有的。由于录歌的前一晚，队友金君龙因没有睡好而在录歌的过程中无意打了哈欠，将原本该的低吼的部分唱成了高昂的“泰山式”吼叫，大家一听感觉不错，于是就定下了副歌部分。

## 歌曲
〈隔壁泰山〉用简单直白的方式热情地表达了阿里郎组合心中真实强烈的爱慕之情，传递出勇敢、真诚、热情的生活态度。歌曲富有感染力，副歌部分有着洗脑的中毒性的旋律和独特的唱腔，并自带魔性般领着听众们在炎炎夏日释放自己内心的悸动，来表达爱意，令人耳目一新。

## 音乐录影带
音乐录影带里的阿里郎组合饰演像“泰山”一样勇敢表达爱意的男生，三人各戴大象、戴着墨镜的大猩猩和熊猫的造型头面具，制造神秘与喜感。在这里，他们尝试音乐录影带的创新风格，将动画元素融入外景拍摄。音乐录影带里头的多个场景变换丰富，具有动感的画面律动搭配洗脑魔性的旋律，把具有创意性的弹幕与画面结合显示出来。

## 榜单成绩
| 周榜单（2018年）   | 最高位置 |
| ------------------ | -------- |
| 全球中文音乐榜上榜 | 1        |

## 奖项与提名
| 颁奖典礼                             | 提名奖项                         | 结果 | 来源  |
| ------------------------------------ | -------------------------------- | ---- | ----- |
| 亚洲音乐盛典（Asian Music Festival） | 2018亚洲音乐盛典年度最佳网络单曲 | 獲獎 | [ 5 ] |